# Yevguéniya Kuznetsova
Yevguéniya Kuznetsova (Leningrado, República Socialista Federativa Soviética de Rusia, 18 de diciembre de 1980) es una gimnasta artística nacida soviética nacionalizada búlgara que, representando a Rusia, ha llegado a ser subcampeona olímpica en 1996 y dos veces subcampeona mundial en 1997 y 1999, siempre en el concurso por equipos.

## Carrera deportiva
En los JJ. OO. de Atlanta (Estados Unidos) de 1996 gana la plata por equipos, tras Estados Unidos y por delante de Rumania, y siendo sus compañeras de equipo: Elena Dolgopolova, Rozalia Galiyeva, Elena Grosheva, Svetlana Khorkina, Dina Kochetkova y Oksana Liapina.
En el Mundial de Lausana 1997 gana la plata por equipos, quedando tras Rumania y por delante de China, y siendo sus compañeras de equipo: Svetlana Khorkina, Yelena Produnova, Svetlana Bakhtina, Elena Dolgopolova y Elena Grosheva.
En el Mundial de Tianjin 1999 gana la plata en el concurso por equipos, tras Rumania y por delante de Ucrania.